# Воздвиженский (разъезд)
Воздви́женский — железнодорожная станция Владивостокского отделения Дальневосточной железной дороги. Расположена в одноимённом населённом пункте Уссурийского городского округа Приморского края. Неэлектрифицирована.

## География
Станция Воздвиженский входила в бывшую Китайско-Восточную железную дорогу.
Расположена на участке Уссурийск — Гродеково.
Расстояние до станции Уссурийск (на юго-восток) около 18 км.
От станции Дубининский (районный центр Михайловка) к станции Воздвиженский идёт хордовая линия (обход Уссурийска).
От станции Воздвиженский идут подъездные пути к селу Новоникольск и к военному аэродрому Воздвиженка.
Расстояние по автодороге до села Воздвиженка на юго-восток около 10 км.